# Javornícky hrebeň
Javornícky hrebeň este o arie protejată (arie specială de conservare — SAC, sit de importanță comunitară — SCI) din Slovacia întinsă pe o suprafață de 1.352,69 ha, integral pe uscat.

## Localizare
Centrul sitului Javornícky hrebeň este situat la coordonatele 49°18′10″N 18°19′53″E / 49.302778°N 18.331389°E.

## Înființare
Situl Javornícky hrebeň a fost declarat sit de importanță comunitară în octombrie 2011 pentru a proteja 62 de specii de animale. Situl a fost protejat și ca arie specială de conservare în august 2011.

## Biodiversitate
Situată în ecoregiunea alpină, aria protejată conține 7 habitate naturale: Formațiuni ierboase bogate în specii de Nardus, dezvoltate pe substraturi silicioase în zone montane (și în zone submontane, în Europa continentală), Păduri aluvionare cu Alnus glutinosa și Fraxinus excelsior (Alno-Padion, Alnion incanae, Salicion albae), Păduri de fag Luzulo-Fagetum, Păduri pe pante, grohotișuri și ravene de Tilio-Acerion, Păduri de fag subalpine medio-europene cu Acer și Rumex arifolius, Păduri de fag Asperulo-Fagetum, Fânețe de joasă altitudine (Alopecurus pratensis, Sanguisorba officinalis).
La baza desemnării sitului se află mai multe specii protejate:
- păsări (53): uliu porumbar (Accipiter gentilis), uliu păsărar (Accipiter nisus), pițigoi codat (Aegithalos caudatus), minunița (Aegolius funereus), fâsă de luncă (Anthus pratensis), fâsă de pădure (Anthus trivialis), ciuf-de-pădure (Asio otus), cucuvea (Athene noctua), cocoșul de mesteacăn (Bonasa bonasia), șorecarul comun (Buteo buteo), sticlete (Carduelis carduelis), scatiu (Carduelis spinus), cojoaica de pădure (Certhia familiaris), barză neagră (Ciconia nigra), botgros (Coccothraustes coccothraustes), porumbel de scorbură (Columba oenas), porumbel gulerat (Columba palumbus), corb (Corvus corax), cristeiul de câmp (Crex crex), cuc (Cuculus canorus), ciocănitoare cu spate alb (Dendrocopos leucotos), Dendrocopos major canariensis, ciocănitoare neagră (Dryocopus martius), măcăleandru (Erithacus rubecula), vânturel roșu (Falco tinnunculus), muscar-gulerat (Ficedula albicollis), muscar negru (Ficedula hypoleuca), cinteză (Fringilla coelebs), ciuvică (Glaucidium passerinum), sfrâncioc roșiatic (Lanius collurio), muscar sur (Muscicapa striata), alunar (Nucifraga caryocatactes), pițigoi de brădet (Parus ater), Parus caeruleus, pițigoi moțat (Parus cristatus), pițigoi mare (Parus major), Parus montanus, pițigoi sur (Parus palustris), viespar (Pernis apivorus), pitulice de munte (Phylloscopus collybita), coțofană (Pica pica), ciocănitoare de munte (Picoides tridactylus), mugurarul (Pyrrhula pyrrhula), aușel cu cap galben (Regulus regulus), sitar de pădure (Scolopax rusticola), țiclete (Sitta europaea), huhurez mic (Strix aluco), huhurezul mic (Strix uralensis), silvie cu cap negru (Sylvia atricapilla), pănțărușul (Troglodytes troglodytes), sturz-cântător (Turdus philomelos), mierlă gulerată (Turdus torquatus), sturzul de vâsc (Turdus viscivorus)
- amfibieni (2): izvoraș-cu-burta-galbenă (Bombina variegata), Triturus montandoni
- mamifere (5): liliac cârn (Barbastella barbastellus), lupul (Canis lupus), râs eurasiatic (Lynx lynx), liliac comun (Myotis myotis), urs brun (Ursus arctos)
- nevertebrate (2): rădașcă (Lucanus cervus), fluturele purpuriu (Lycaena dispar)

Pe lângă speciile protejate, pe teritoriul sitului au mai fost identificate 16 specii de plante, 3 specii de amfibieni, 16 specii de mamifere, 6 specii de reptile.